# آدم راينر
آدم راينر  (بالألمانية: Adam Rainer)‏كان هو الشخص الوحيد في التاريخ المسجل الذي لديه كلاً من القزمية والعملقة. ويعتقد أنه كان يعاني من ضخامة الأطراف.
ولد راينر في غراتس، الإمبراطورية النمساوية المجرية[3]. في 1917، وفي سن الثامنة عشر، كان طوله 122.55 سم (4 قدم و0.25 انش). تعريف السمات القزمية المعروفة في البالغ أن يكون طوله تحت 147 سم (4 قدم 10 انش). وبسبب يعتقد أنه من ورم الغدة النخامية، أصبحت لديه طفرة نمو مثيرة، حيث في عام 1932م بعمر الثانية والثلاثين أصبح طوله 218 سم (7 قدم 2 انش). وبسبب عملقته أصبح طريح الفراش لبقية حياته. وعندما مات في عام 1950م بسن الواحد والخمسين عاماً كان طوله 234 سم (7قدم 8 انش). كان قياس قدماه تبلغ 33.3 سم (13.1 انش).[بحاجة لمصدر][بحاجة لمصدر][بحاجة لمصدر]